# Giovanni Greppi (calciatore)
Giovanni Greppi (Pezzana, 6 agosto 1910 – Torino, 26 novembre 1980) è stato un calciatore italiano, di ruolo centrocampista.

## Carriera
Giocò in Serie A con la Juventus e il Casale; militò poi con Siracusa, Acireale, Biellese, Varese ed Ivrea (fino al 1942).

## Palmarès

### Club

#### Competizioni nazionali
- Serie C: 1

Varese: 1939-1940 (girone C)